# گروه ۴۴ توپخانه اصفهان

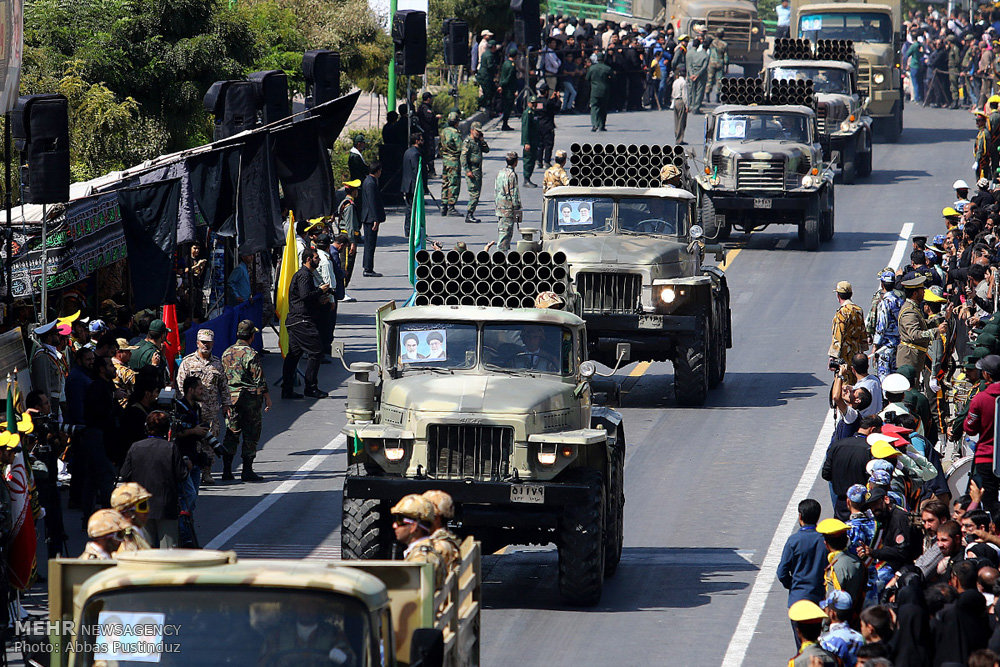
رژه گروه ۴۴ توپخانه به‌مناسبت سالگرد جنگ ایران و عراق در سال ۱۳۹۶، اصفهان

گروه ۴۴ توپخانه اصفهان یگان توپخانه نیروی زمینی ارتش ایران است، که ستاد فرماندهی و پادگان آن در شهر اصفهان قرار دارد.
گروه ۴۴ توپخانه در خلال جنگ ایران و عراق از یگان‌های نیروی زمینی ارتش بود. هم‌اکنون سرهنگ بابک معظمی گودرزی فرماندهی گروه ۴۴ توپخانه اصفهان را برعهده دارد.